# Dicevo, Silistra
Dicevo (în bulgară Дичево, în română Chemalchioi) este un sat în comuna Glavinița, regiunea Silistra, Dobrogea de Sud, Bulgaria. 
Între anii 1913-1940 a făcut parte din plasa Turtucaia a județului Durostor, România.

## Demografie
Componența etnică a satului Dicevo
     Turci (77,92%)
     Nicio identificare (21,39%)
     Altele (0,67%)
La recensământul din 2011, populația satului Dicevo era de 444 locuitori. Din punct de vedere etnic, majoritatea locuitorilor (77,92%) erau turci. Pentru 21,39% din locuitori nu este cunoscută apartenența etnică.